# Aster Vranckx
Aster Vranckx (Kortenberg, Bélgica, 4 de octubre de 2002) es un futbolista belga que juega de centrocampista en el VfL Wolfsburgo de la Bundesliga.

## Trayectoria
Vranckx comenzó su carrera deportiva en el K. V. Mechelen, con el que debutó el 20 de julio de 2019 en la Supercopa de Bélgica y frente al K. R. C. Genk.
En diciembre de 2020 fichó por el VfL Wolfsburgo para la temporada 2021-22.
El 1 de septiembre de 2022 fue cedido al A. C. Milan.

## Selección nacional
Fue internacional sub-15, sub-16 y sub-19 con la selección de fútbol de Bélgica. Con la absoluta hizo su debut el 17 de junio de 2023 en un encuentro de clasificación para la Eurocopa 2024 ante Austria que finalizó en empate a uno.

### Participaciones en Eurocopas
| Copa          | Sede     | Resultado        | Partidos | Goles |
| ------------- | -------- | ---------------- | -------- | ----- |
| Eurocopa 2024 | Alemania | Octavos de final | 0        | 0     |

## Estadísticas

### Clubes
Actualizado al último partido disputado el 5 de octubre de 2024.
| Club                      | Div.          | Temporada     | Liga  | Liga  | Liga   | Copas nacionales | Copas nacionales | Copas nacionales | Copas internacionales | Copas internacionales | Copas internacionales | Total | Total | Total  |
| Club                      | Div.          | Temporada     | Part. | Goles | Asist. | Part.            | Goles            | Asist.           | Part.                 | Goles                 | Asist.                | Part. | Goles | Asist. |
| ------------------------- | ------------- | ------------- | ----- | ----- | ------ | ---------------- | ---------------- | ---------------- | --------------------- | --------------------- | --------------------- | ----- | ----- | ------ |
| K. V. Malinas · Bélgica   | 1.ª           | 2019-20       | 9     | 1     | 2      | 1                | 0                | 0                | ―                     | ―                     | ―                     | 10    | 1     | 2      |
| K. V. Malinas · Bélgica   | 1.ª           | 2020-21       | 34    | 4     | 2      | 3                | 0                | 0                | ―                     | ―                     | ―                     | 37    | 4     | 2      |
| K. V. Malinas · Bélgica   | Total club    | Total club    | 43    | 5     | 4      | 4                | 0                | 0                | 0                     | 0                     | 0                     | 47    | 5     | 4      |
| VfL Wolfsburgo · Alemania | 1.ª           | 2021-22       | 24    | 2     | 0      | 0                | 0                | 0                | 4                     | 0                     | 0                     | 28    | 2     | 0      |
| VfL Wolfsburgo · Alemania | 1.ª           | 2022-23       | 1     | 0     | 0      | 0                | 0                | 0                | ―                     | ―                     | ―                     | 1     | 0     | 0      |
| VfL Wolfsburgo · Alemania | Total club    | Total club    | 25    | 2     | 0      | 0                | 0                | 0                | 4                     | 0                     | 0                     | 29    | 2     | 0      |
| A. C. Milan · Italia      | 1.ª           | 2022-23       | 9     | 0     | 0      | 1                | 0                | 0                | 0                     | 0                     | 0                     | 10    | 0     | 0      |
| A. C. Milan · Italia      | Total club    | Total club    | 9     | 0     | 0      | 1                | 0                | 0                | 0                     | 0                     | 0                     | 10    | 0     | 0      |
| VfL Wolfsburgo · Alemania | 1.ª           | 2023-24       | 24    | 0     | 0      | 2                | 0                | 0                | —                     | —                     | —                     | 26    | 0     | 0      |
| VfL Wolfsburgo · Alemania | 1.ª           | 2024-25       | 4     | 0     | 0      | 0                | 0                | 0                | —                     | —                     | —                     | 4     | 0     | 0      |
| VfL Wolfsburgo · Alemania | Total club    | Total club    | 28    | 0     | 0      | 2                | 0                | 0                | 0                     | 0                     | 0                     | 30    | 0     | 0      |
| Total carrera             | Total carrera | Total carrera | 105   | 7     | 4      | 7                | 0                | 0                | 4                     | 0                     | 0                     | 116   | 7     | 5      |